# Coy
Coy és un poble de la Regió de Múrcia i pedania pertanyent al municipi de Llorca. Situada al nord del municipi, formant part de les denominades "Terres Altes". Situat a 39 km al nord de Llorca, limita amb els municipis de Cehegín i Mula.